# محمد واصف باشا الكرجي
محمد واصف باشا الكرجي (بالتركية الحديثة: Gürcü Mehmed Vasıf Paşa) ـ (توفي بالآستانة سنة 1865) هو عسكري وسياسي عثماني من أصل جورجي. كان في الأصل مملوكًا لرشيد محمد خوجة باشا، الذي اشتراه وهو في الثانية عشرة من عمره. حمل رتبة مشير.
عمل واصف باشا في الفترة من 1830 إلى 1850 واليًا على كل من نيش وسلانيك وفيدين وعربستان وطرابزون، وكان من مساعديه ويليام ويليامز، الذي قاد القوات العثمانية لاحقًا أثناء حصار قارص في حرب القرم.